# Bahita amapana
Bahita amapana är en insektsart som beskrevs av Rauno E. Linnavuori och Delong 1978. Bahita amapana ingår i släktet Bahita och familjen dvärgstritar. Inga underarter finns listade i Catalogue of Life.